# Omul care voia să fie rege
„Omul care voia să fie rege”  (titlu original: "The Man Who Would Be King") este o povestire din 1888 de Rudyard Kipling. Prezintă aventurile a doi britanici în India Britanică care ajung regi în Kafiristan, un teritoriu îndepărtat al Afganistanului. Povestea este inspirată de isprăvile lui James Brooke, un englez care a devenit primul Rajah alb al statului Sarawak din Borneo; și de călătoriile aventurierului american Josiah Harlan, căruia i s-a acordat titlul permanent de Prinț al Ghorului și urmașilor săi. Conține o serie de mai multe alte elemente reale cum ar fi localizarea povestirii în Kafiristan aflat în estul Afganistanului și aspectul european al majorității locuitorilor acestuia (poporul Nuristani); iar finalul este modelat după întoarcerea capului decapitat al exploratorului Adolf Schlagintweit din Kaxgar.
Povestirea a fost publicată inițial în The Phantom Rickshaw and other Eerie Tales (Volumul 5 al Indian Railway Library, de către A. H. Wheeler & Co din Allahabad în 1888). A mai apărut în Wee Willie Winkie and Other Child Stories în 1895 și apoi în numeroasele ediții viitoare ale colecției.  

## Adaptări
- adaptare radio a fost transmisă în cadrul emisiunii Escape la 7 iulie 1947 și din nou la 1 august 1948. În 1975, a fost ecranizată de regizorul John Huston într-un film omonim, cu Sean Connery și Michael Caine în rolul aventurierilor și a lui Christopher Plummer ca Rudyard Kipling.

- La începutul anilor 1954, Humphrey Bogart și-a exprimat dorința de a juca într-o ecranizare a The Man Who Would Be King și a purtat discuții în acest sens cu John Huston.[2]

- Omul care voia să fie rege (The Man Who Would Be King, 1975), adaptare și regia de John Huston, cu vedetele Sean Connery ca Dravot și Michael Caine în rolul lui Carnehan, cu Christopher Plummer în rolul lui Kipling.
- Filmul de animație DreamWorks Drumul spre El Dorado (The Road to El Dorado', 2000) este vag bazat pe această povestire.

## Legături externe
- Full text at Project Gutenberg
- The Man Who Would Be King
- 'The Son of God Goes Forth to War': Biblical Imagery in Rudyard Kipling's The Man Who Would Be King by Larry J. Kreitzer.

## Vezi și
- Listă de povestiri după care s-au făcut filme
- 1888 în literatură
- Lume pierdută
- Drumul spre El Dorado, film
- 57 (număr)